# Slag bij Hoorn

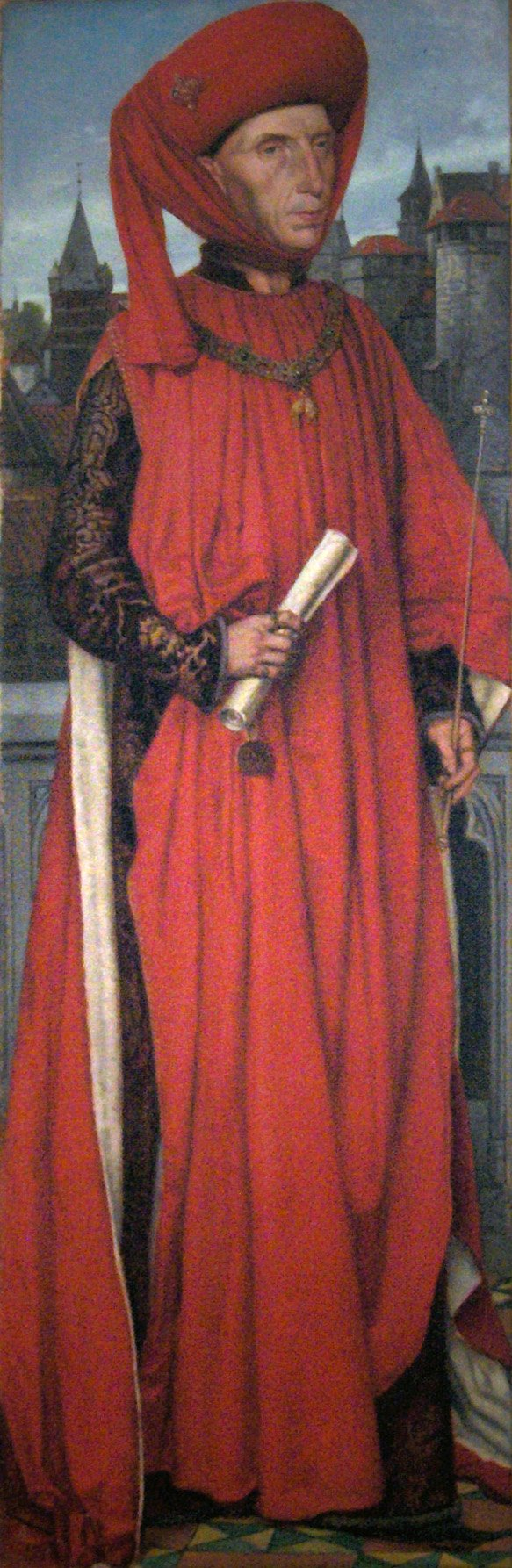
Filips de Goede in overwinningspose

De Slag bij Hoorn was een veldslag die op 22 augustus 1426 werd uitgevochten tijdens de Hoekse en Kabeljauwse twisten.  De strijdende partijen waren enerzijds het Bourgondische leger onder leiding van Filips de Goede, gesteund door Kabeljauwse West-Friezen (tezamen zo'n 20.000 man sterk), en anderzijds een klein leger Kennemer (Hoekse) opstandelingen, geleid door Willem Nagel, gesteund door een klein legertje gezonden door Jacoba van Beieren (bij elkaar een 6.000 à 10.000 man sterk).

## Achtergrond
In 1426 kwamen de Hoekse Kennemer boeren in opstand tegen Filips van Bourgondië en de Kabeljauws-gezinde steden. Oorzaken waren de hoge belastingen en de mislukte oogst ten gevolge van het warme weer. Duizenden rebellen plunderden huizen en kerken en belegerden steden zoals Haarlem. Oorspronkelijk had Jacoba van Beieren niets op met de Kennemer boeren, maar door de successen die ze behaalden kon Jacoba hun steun goed gebruiken in haar strijd met Filips en de Kabeljauwen, waardoor ze hen bijstond in het beleg van Haarlem.
Het voorval met Jan Lambertsz. Cruyf, de burgemeesterszoon uit Hoorn, die Jacoba tijdens een zakenbezoek aan Gouda beledigd zou hebben en daarvoor ter dood werd veroordeeld—zijn terechtstelling wekte afschuw in Hoorn—lijkt een van de redenen geweest te zijn om Hoorn de kant van de Kabeljauwen te laten kiezen na de eerdere steun aan de Hoekse zaak.
Eind juli kwam Filips bij Alkmaar aan, waar de Kennemer opstandelingen zich op dat moment na hun eerdere inname van de stad ophielden. De opstandelingen gingen de strijd niet aan, maar legden driekwart van de stad in de as en trokken oostwaars, richting West-Friesland. Toen de grootschalige brand in Alkmaar gedoofd was, trok Filips vervolgens haar stadsrechten in en marcheerde vervolgens met zijn leger richting Hoorn.

## Slag
Filips de Goede had een leger van 20.000 manschappen tot zijn beschikking, waaronder een divisie Picardische boogschutters. De Kennemer opstandelingen, onder andere geleid door Willem Nagel, gingen de confrontatie aan net ten zuidoosten van Hoorn (men vermoedt ter hoogte van het hedendaagse Berkhout). Filips zag zich gesteund door nog eens 1.500 Kabeljauwen die onder leiding van Jan de Villers aankwamen per vendel en de stad Hoorn hielpen met het ontzetten van een honderdtal Kennemer strijders die de poorten belegerden. Toen deze groep was uitgeschakeld sloten Jan de Villers en zijn manschappen zich bij de divisies van Filips aan. De veldslag zou slechts kort geduurd hebben—het Kennemer leger was militair gezien onkundig en bestond uit minder manschappen (men schat tussen de 6.000 en 10.000 manschappen). Filips gaf zijn boogschutters de opdracht het Kennemer kamp onder vuur te nemen. De opstandelingen hadden geen antwoord op deze venijnige aanval, waarna ze direct de benen namen. Filips gaf daarna direct het bevel voor een frontaanval, waarna de opstand in de kiem was gesmoord. Opstandelingenleider Willem Nagel sneuvelde tijdens de slag nadat hij was getroffen door een pijl van een Kabeljauwse boogschutter.
Een klein leger van Jacoba van Beieren stond Kennemer opstandelingen bij, al was zij zelf niet bij de slag aanwezig. Na het vernemen van het nieuws dat de slag in haar nadeel was afgelopen, trok ze zich terug naar haar hoofdkwartier Gouda.

## Nasleep
Alle achtergebleven stedelijke banieren werden als overwinningstrofeeën meegenomen naar Hoorn, waar de attributen werden opgehangen in de Grote Kerk. De overlevende Kennemer opstandelingen werden alsnog opgepakt en op bevel van Filips de Goede op 13 september 1426 in Amsterdam opgeknoopt.